# 尼曼雅王朝

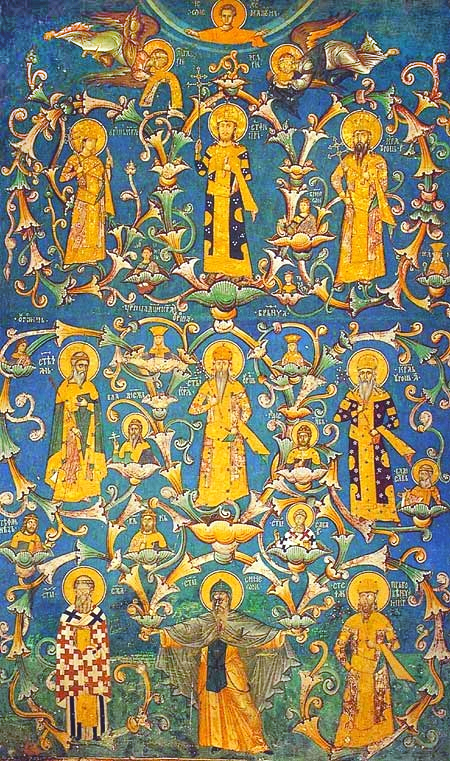
為德查尼的斯特凡·乌罗什而建于14世紀中期之修道院暨陵墓裏中以神化後的王朝成員為題的畫像

尼曼雅王朝（塞尔维亚语：Немањићи）中世紀時统治塞爾維亞的一个王朝。王朝得名于其始祖斯特凡·尼曼雅的名字。
在独立的塞尔维亚王国成立前，尼曼雅家族的统治者是塞尔维亚的地方王公（茹潘），承认羅馬帝國的宗主权。
1169年斯特凡·尼曼雅時期尼曼雅王朝崛起，1190拜占庭承認其獨立，1217年斯特凡·尼曼伊奇稱王，1330年斯特凡·烏羅什三世擊敗保加利亞第二帝國並納為附庸，14世紀中葉的沙皇斯特凡·杜尚在位期間更是把塞爾維亞國家的發展推向巔峰並頒布《斯特凡·杜尚法典》。
在斯特凡·尼曼雅之后的所有尼曼雅王朝君主名字前都附有“斯特凡”（Стефан），这已经变成一个头衔式的音节，而非君主本人的名字。

## 尼曼雅王朝的主要成员

### 塞尔维亚大茹潘
- 斯特凡·尼曼雅一世 1170年 - 1196年
- 斯特凡·尼曼雅二世 1196年 - 1217年

### 塞尔维亚国王和沙皇
- （第一个加冕的）斯特凡·尼曼雅二世 1217年 - 1227年
- 斯特凡·拉多斯拉夫 1228年 - 1234年
- 斯特凡·弗拉迪斯拉夫一世 1234年 - 1243年
- 斯特凡·乌罗什一世 1243年 - 1276年
- 斯特凡·德拉古廷 1276年 - 1282年
- 斯特凡·乌罗什二世 1282年 - 1321年
- 斯特凡·弗拉迪斯拉夫二世 1321年 - ？
- （德查尼的）斯特凡·乌罗什三世 1321年 - 1331年
- 斯特凡·乌罗什四世 1331年 - 1355年 即斯特凡·杜尚
- 斯特凡·烏羅什五世 1355年 - 1371年